# Sierra de Alhama
La sierra de Alhama est un massif montagneux faisant partie des cordillères Bétiques dans le Sud de l'Espagne. Elle se trouve sur les territoires des provinces de Malaga et de Grenade, dans la communauté autonome d'Andalousie. Son point culminant est le pico de la Torca à 1 500 m d'altitude.

## Source
- (en) Cet article est partiellement ou en totalité issu de l’article de Wikipédia en anglais intitulé « Sierra de Alhama » (voir la liste des auteurs).